# Új kriticizmus
Az új kriticizmus (angolul New Criticism) az irodalomelmélet egy formalista áramlata, mely a 20. század közepén az angolszász irodalomkritikában volt domináns. Nagy hangsúlyt helyezett az „alapos olvasásra” (close reading), különösen a költészet tekintetében, hogy felfedezhesse azt, hogy miként működik az irodalom egy önálló egész, önmagára hivatkozó esztétikai objektumként. Az irányzat elnevezése John Crowe Ransom The New Criticism (1941) könyvéből származik. 
Az új kriticizmus elvetette a 19. századtól uralkodó irodalomkritikát, amely gyakran az irodalmi mű illetve a művész történelmi, filológiai és életrajzi részleteire korlátozódott, helyette a szerző életrajzi körülményei, összehasonlító kutatások, a szavak eredete, mint különálló jelentése, illetve ezen szavak rokonsága más illetve régi nyelvekkel került előtérbe.

## Képviselői
- Roland Barthes